# Das verrückte Labyrinth

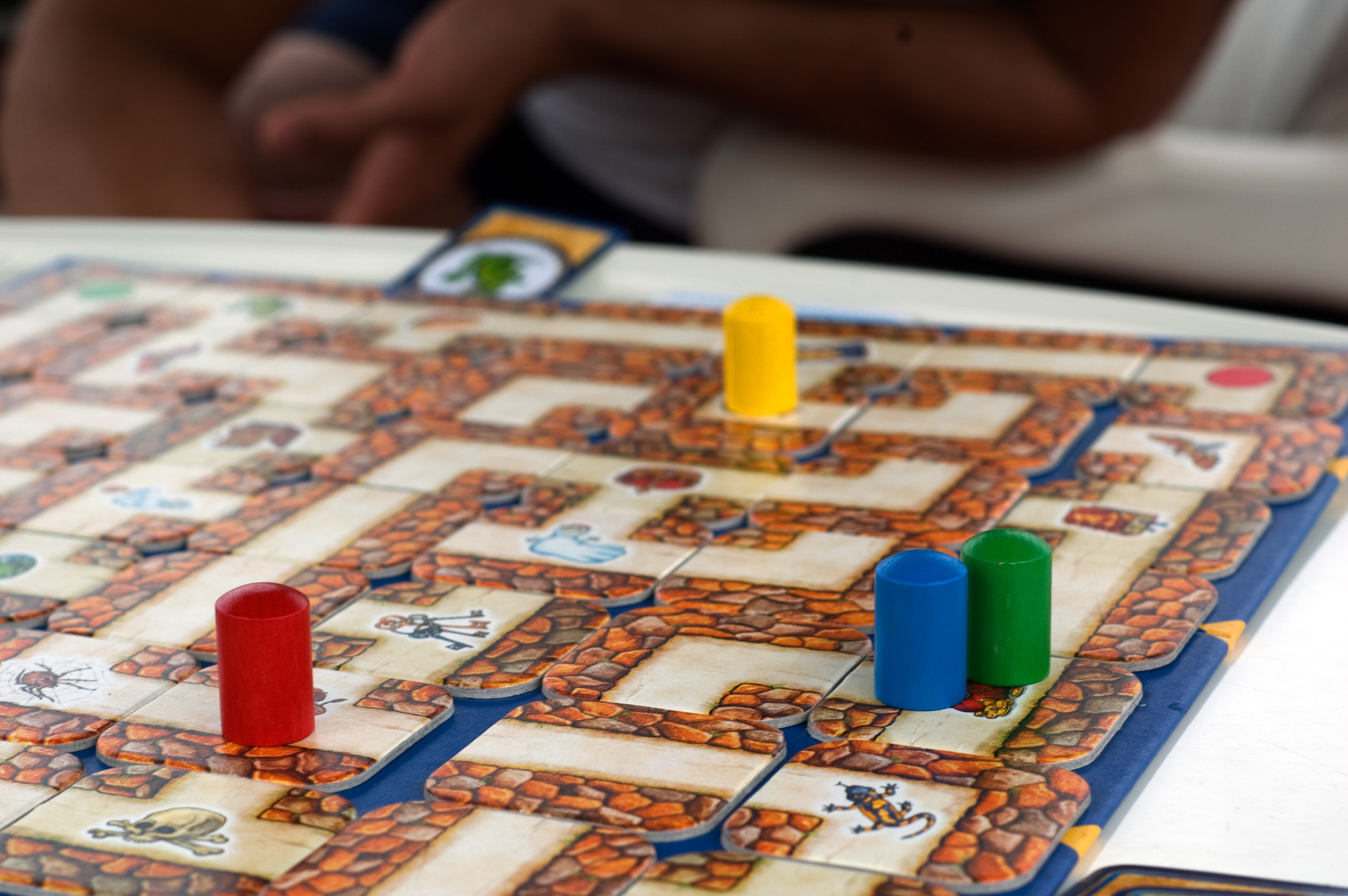
Das verrückte Labyrinth

Das verrückte Labyrinth ist eine Mischung aus Brett- und Legespiel für vier Spieler, zu dessen Bewältigung räumliches Denken und Konzentration erforderlich sind. Es erschien erstmals 1986 bei Ravensburger. Erfunden und entwickelt wurde es von dem Wahrnehmungspsychologen und Spieleautor Max Kobbert. Das Spiel wurde laut Ravensburger bis 2011 in 60 Sprachen übersetzt und über 13 Millionen Mal verkauft.

## Inhalt
Außer dem quadratischen Spielplan, auf dem sich bereits 16 feste quadratische Labyrinthteile befinden, gibt es noch 34 lose Plättchen, die beweglichen Teile des Labyrinthes (33 auf dem Spielplan und eins zum Schieben). Vier Spielfiguren, 24 Suchkarten und eine Anleitung komplettieren die Schachtel. Auf dem Spielplan befinden sich Gänge, Mauern, Schätze und kleine Monster, die es mit der Spielfigur – je nach Kartenvorgabe – zu erreichen gilt. Insgesamt sind auf dem Plan sieben mal sieben Labyrinthteile abgebildet.

## Regeln und Ziel
Ziel des Spieles ist es, je nach gespielter Variante, als erster eine bestimmte Anzahl Schätze erreicht zu haben. Dazu werden die 24 Suchkarten gleichmäßig verdeckt unter den Mitspielern verteilt. Jeder versucht nun abwechselnd, den auf seiner obersten Karte abgebildeten Gegenstand auf dem Spielplan zu erreichen. Doch zuvor muss er erst eine Reihe des Labyrinths verschieben, anschließend darf er seine Spielfigur ziehen. Wessen Figur auf einer Seite hinausgeschoben wird, beginnt, als sei er unten herumgewandert auf der entgegengesetzten Seite des Spielfelds.
Außer seine eigenen Schätze zu sammeln, versucht man auch, den Gegner daran zu hindern, dies seinerseits zu tun. Eine exakte Planung ist durch die Verschiebeaktionen der Mitspieler jedoch sehr schwierig. Eine vorgesehene Variante des Spieles besteht darin, die Suche zu erleichtern, indem man sich irgendeinen seiner Schätze aussuchen darf. Spielen Erwachsene mit Kindern, kann man die Regeln dahingehend mischen, dass sich die Kinder eine beliebige Karte aussuchen dürfen, während die Erwachsenen die Reihenfolge einzuhalten haben.

## Varianten
Dem Erfolg des Ursprungspiels verdankt das Verrückte Labyrinth mehrere Fortsetzungen. So erschien
- 1991 Das Labyrinth der Meister. Hier schlüpfen die Mitspieler in die Rolle eines Zauberers, der verschiedene Zutaten für sein Zauberrezept suchen muss, die über dem Spielplan verteilt sind. Bei dieser Variante spielen die Mitspieler eher gegeneinander im Wettlauf um die Zutaten. Auch ermöglichen Zusatzregeln Doppelzüge etc.
- 1995 erschien das Junior-Labyrinth, eine vereinfachte und verkürzte Form mit einfachen Regeln für jüngere Mitspieler. Eine Plastikkonstruktion ermöglicht das Verschieben des Mittelteils eines dreidimensionalen Irrgartens.
- 1998 kam Das Labyrinth der Ringe. Die Form des Labyrinths ist rund und verschoben werden hierbei die Gangteile als Ringform. Auch kann es zum Einsatz von mitgeführten Helfern kommen, die ihre Kämpfe in Form von beiliegenden Papier-Stein-Schere-Karten austragen.
- 2000 kam das Spiel als Kartenspiel heraus. Hierbei legen die Mitspieler stets Karten mit Gängen an und sammeln dabei Schätze. Die Gänge müssen immer miteinander verbunden sein und der Gewinner ergibt sich aus der Anzahl der aufgesammelten Schätze.
- 2001 erschien die Das verrückte Labyrinth – CD-Rom, wobei man gegen den Computer als Gegner antritt.
- 2002 kam das 3D-Kinderlabyrinth auf den Markt. Konzipiert für Kinder ab drei Jahren können diese hier mit Glück und ein wenig Merkvermögen ihre Schätze suchen.
- 2008 veröffentlichte Dtp entertainment Das verrückte Labyrinth für Nintendo DS.
- 2009 veröffentlichte der Ravensburger Spieleverlag mit Labyrinth – das Duell eine reine Zweispielerversion.[1]
- 2011 veröffentlichte der Ravensburger Spieleverlag mit Das Elektronik Labyrinth eine Version mit einem sprechenden Buch.[2]
- 2011 veröffentlichte Ravensburger Digital mit Das verrückte Labyrinth HD das Spiel als App für iOS,[3][4] welches 2012 mit dem Deutschen Computerspielpreis als bestes mobiles Spiel des Jahres ausgezeichnet wurde.
- 2015 eine personalisierbare Version des Spiels. Es ist dabei möglich sowohl die Spielfiguren als auch die Schätze mit eigenen Fotos zu versehen.
- 2016 erschien Das verdrehte Labyrinth mit einem durch bewegliche Hecken variablen Labyrinth.
- 2016 erschien anlässlich des 30-jährigen Jubiläums die Sonderedition Glow in the Dark, die mit zusätzlichen Schätzen in Leuchtfarbe neben dem normalen Spiel auch ein Spiel im Dunkeln ermöglicht.
- 2019 erschien mit dem 3D-Labyrinth eine Ausgabe mit dreidimensionalen Elementen, bei denen die Spieler durch Zauberkarten Höhenunterschiede überwinden müssen.
- 2023 veröffentlichte Brett J. Gilbert eine Team-Variante des Spiels als Labyrinth: Team Edition, die mit dem Deutschen Spielzeugpreis ausgezeichnet wurde. Im Folgejahr adaptierte er diese Version als Die drei ??? Labyrinth: Team Edition.

Neben den Varianten erschien das verrückte Labyrinth auch in mehreren Merchandising-Versionen, darunter als Lord of the Rings Labyrinth, Star Wars Labyrinth, The Amazing Spider-Man Labyrinth, Disney Labyrinth, Pixar Labyrinth, Harry Potter Labyrinth, Super Mario Labyrinth sowie zuletzt Asterix Labyrinth (2022) und Naruto Labyrinth (2023).
Bis 2024 wurden mehr als 25 Millionen Labyrinth-Spiele verkauft.

## Preise und Auszeichnungen
- Das verrückte Labyrinth wurde 1986 auf der Auswahlliste zum Spiel des Jahres aufgelistet.
- Bei der Wahl zum Spiel des Jahres 1991 erhielt Das Labyrinth der Meister den Sonderpreis Schönes Spiel.
- Deutscher Spielepreis 1991 für Das Labyrinth der Meister.
- Ebenfalls 1991 wurde Das Labyrinth der Meister von Mensa Select Games als eines von fünf ausgewählten Spielen empfohlen.
- 2012 erhielt Das verrückte Labyrinth HD den Deutschen Computerspielpreis 2012 als bestes mobiles Spiel des Jahres.
- Die Labyrinth: Team Edition wurde 2023 mit dem Deutschen Spielzeugpreis ausgezeichnet.

## Hörspiele
Zwischen 1988 und 1989 brachte Karussell eine Hörspielserie mit fünf Folgen heraus. Allerdings konnte diese Serie, ebenso wie die Hörspiel-Adaption des Brettspiels Heimlich & Co., nicht an der Erfolg der Hörspielserie zu dem Ravensburger-Spiel Scotland Yard anknüpfen.
Seit 2019 sind die Folgen 1 bis 4 wieder als Download und per Streaming verfügbar.

### Folgen
1. Entdeckung auf Kreta
2. Verfolgungsjagd im Schloßgarten
3. Das Geheimnis der Katakomben
4. Gefangen unter der Burg
5. Entführung auf Canarisch